# Шавано Парк (Тексас)
Шавано Парк (енгл. Shavano Park) град је у америчкој савезној држави Тексас. По попису становништва из 2010. у њему је живело 3.035 становника.

## Демографија
Према попису становништва из 2010. у граду је живело 3.035 становника, што је 1.281 (73,0%) становника више него 2000. године.
| Група             | 2000.         | 2010.         |
| Белци             | 1.446 (82,4%) | 2.188 (72,1%) |
| Афроамериканци    | 25 (1,4%)     | 34 (1,1%)     |
| Азијати           | 38 (2,2%)     | 115 (3,8%)    |
| Хиспаноамериканци | 229 (13,1%)   | 647 (21,3%)   |
| Укупно            | 1.754         | 3.035         |